# مطبخ أوروبي

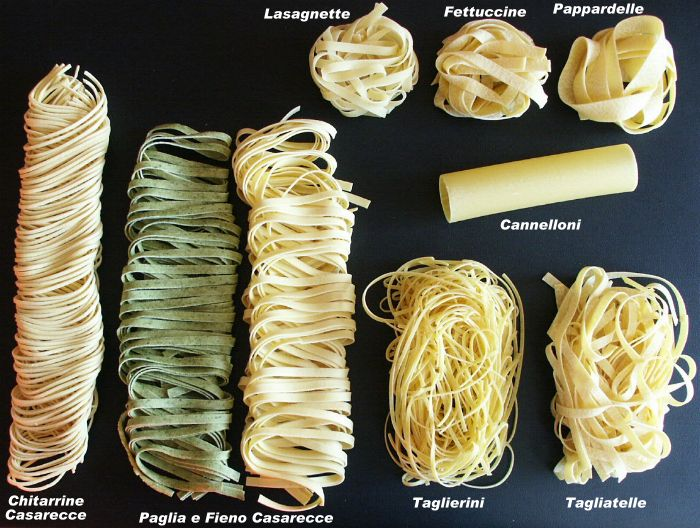
عجائن معكرونة من أيطاليا

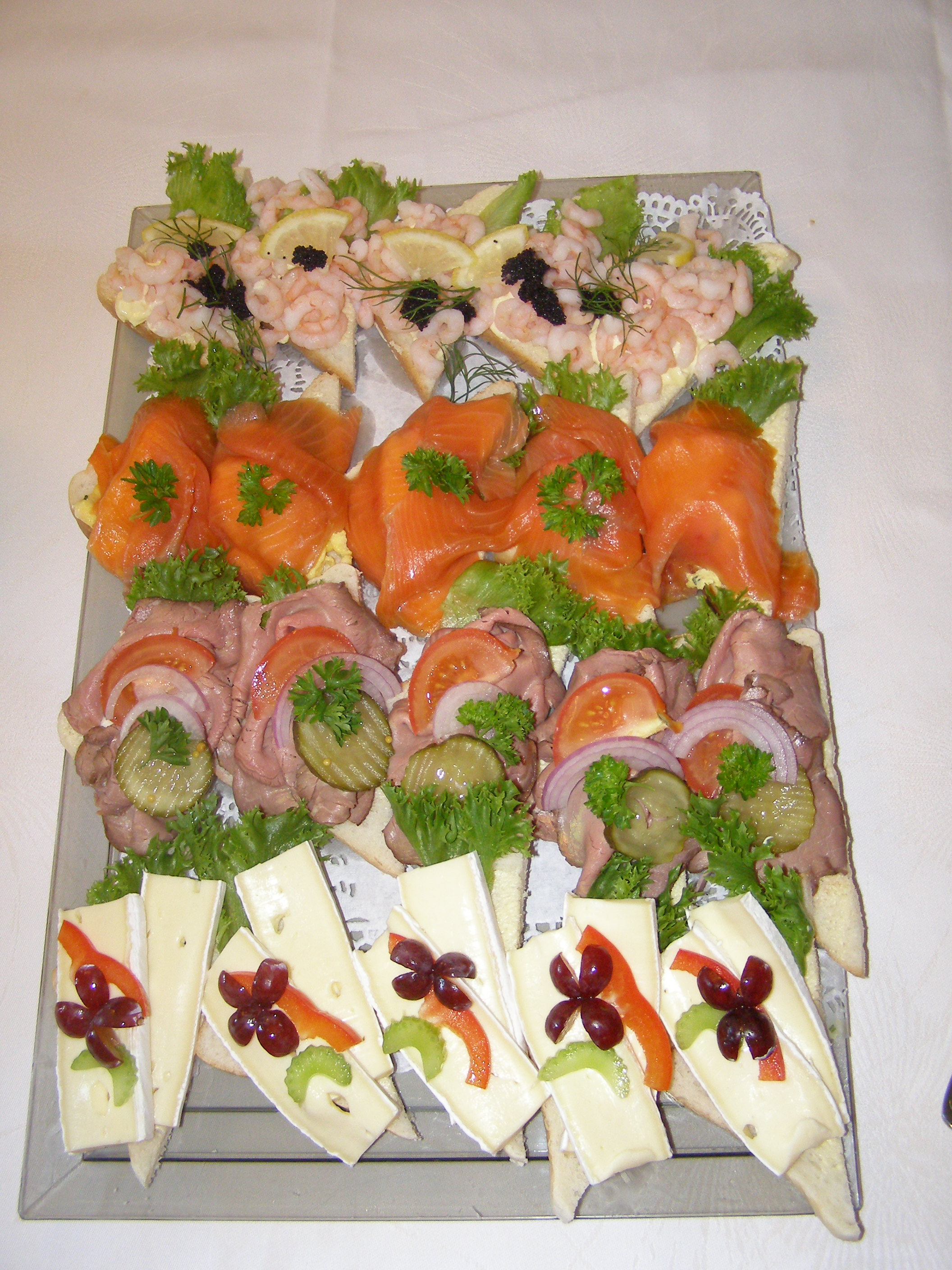
طبق سموربروك من النروج

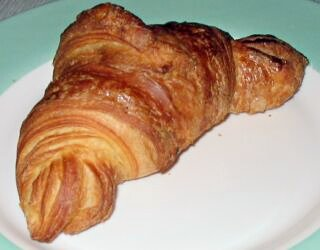
خبز الكرواسان الفرنسي

المطبخ الأوروبي، أو بشكل أعم المطبخ الغربي، يدل بشكل جماعي على المأكولات الأوروبية والغربية. يشمل المطبخ الأوروبي مأكولات روسيا، شمال أمريكا وأستراليا ونيوزلندا بالإضافة للدول الأوروبية. ويستعمل بشكل خاص من قبل الآسيويين ليفرقوا به عن المأكولات الآسيوية. أما الغربيون، فيعنون به الطعام الأوروبي أو ما يسمونه بالقاري (بالإنجليزية: Continental)‏.
إن المطبخ الأوروبي متنوع بعدد شعوبه وحضاراته. إلا أن له ميزات مشتركة بخاصة عند مقارنته بالمطبخ الآسيوي. فمثلا، يعتمد على اللحوم بشكل أكبر وكمياته على الموائد أعلى بكثير. كما أن فنون تشكيل وطهي اللحوم الغربية متنوعة أكثر من اللحوم الآسيوية وتعتمد على نوعية ومكان اللحم. ويعتمد الغربيون على الصلصات في تتبيل لحومهم وتبهيرها. كما يعتمد الغربيون على خبز طحين الدقيق كمصدر أساسي للنشويات، وعلى البطاطا بدرجة أقل، مقارنة بالأرز عند الآسيويين.

## المطابخ الأوروبية حسب المناطق

### مطابخ وسط أوروبا
- مطبخ بولندي
- مطبخ تشيكي
- مطبخ روماني
- مطبخ سلوفيكي
- مطبخ هنغاري

### مطابخ شرق أوروبا

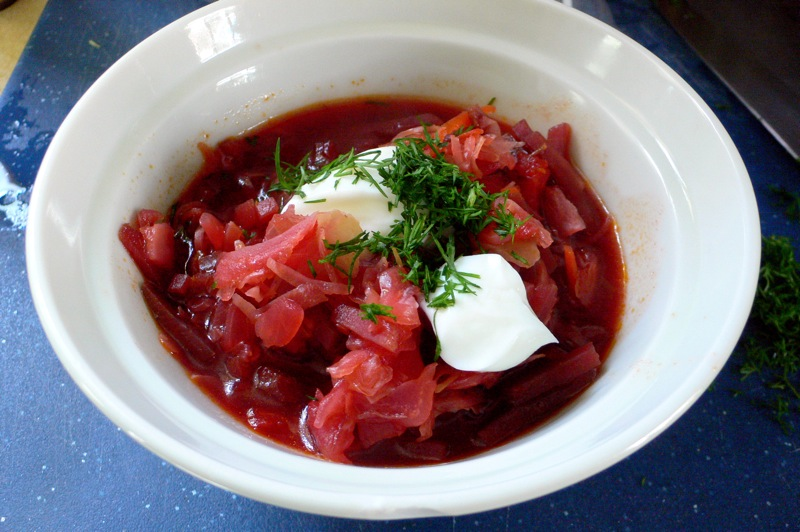
طبق برشت شائع في أوروبا الشرقية

- مطبخ أذربيجاني
- مطبخ أوكراني
- مطبخ بيلاروسي
- مطبخ بلغاري
- مطبخ تتري
- مطبخ جبل الأسود
- مطبخ جورجي
- مطبخ روسي
- مطبخ سلوفاني
- مطبخ ليثواني
- مطبخ مولدوفي
- مطبخ يهودي

### مطابخ شمال أوروبا
- مطبخ أستوني
- مطبخ آيسلندي
- مطبخ سويدي
- مطبخ فنلندي
- مطبخ لاتفي
- مطبخ نرويجي
- مطبخ هولندي

### مطابخ جنوب أوروبا

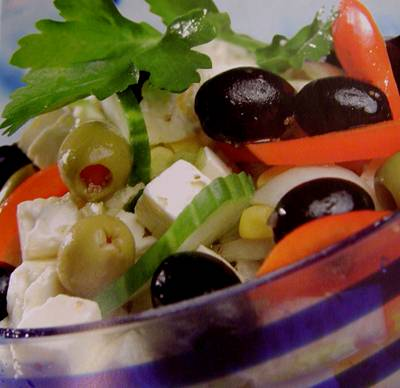
سلطة بلغارية

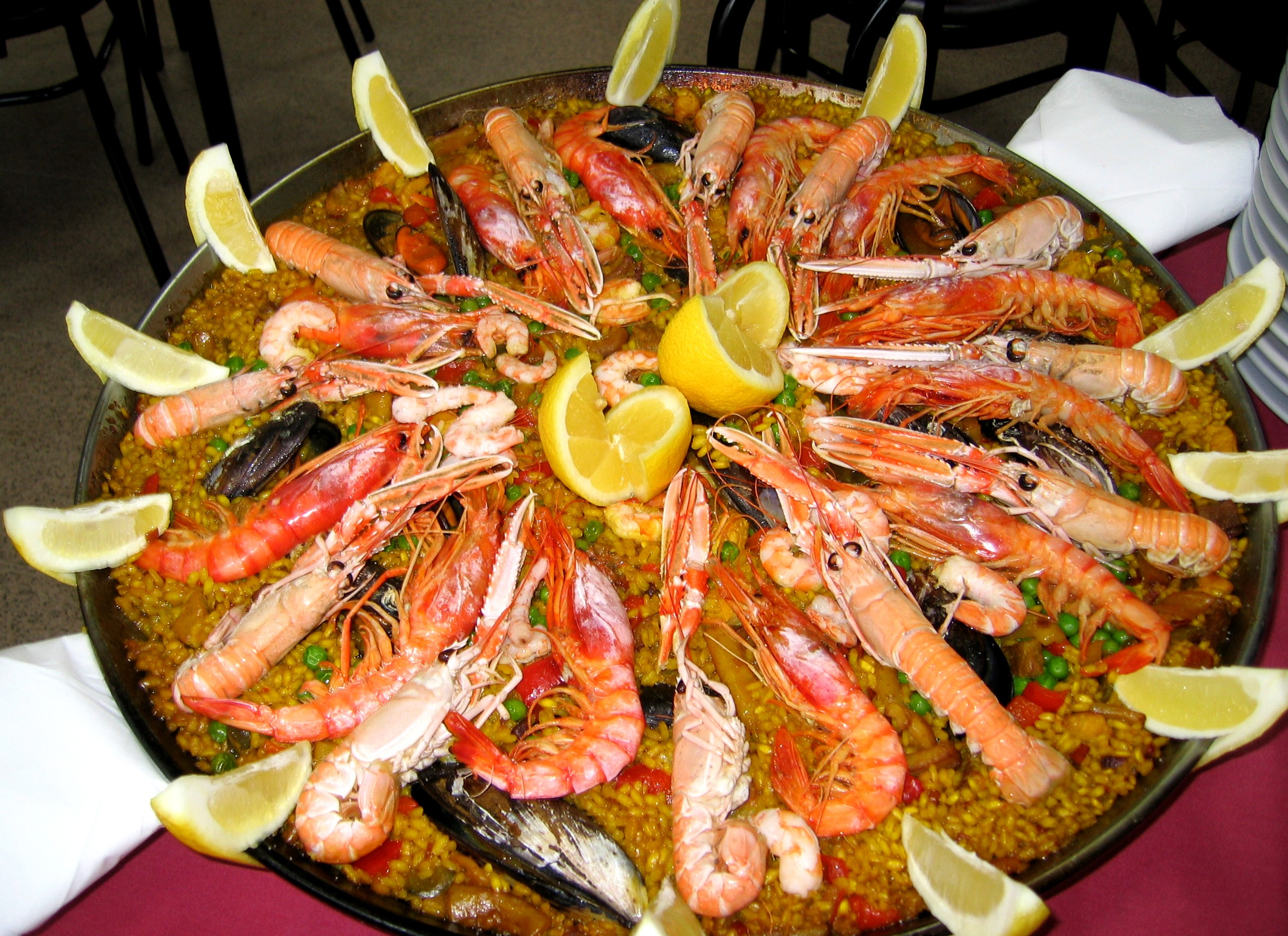
طبق أرز بايلا إسباني

- مطبخ ألباني
- مطبخ بوسني
- مطبخ كرواتي
- مطبخ قبرصي
- مطخ جبل طارق
- مطبخ يوناني
- مطبخ إيطالي
- مطبخ صقلي
- مطبخ مقدوني
- مطبخ مالطي
- مطبخ برتغالي
- مطبخ صربي
- مطبخ تركي
- مطبخ إسباني
- مطبخ أندلسي
- مطبخ آراغوني
- مطبخ باسكي
- مطبخ كناري
- مطبخ كاتالوني

### مطابخ غرب أوروبا

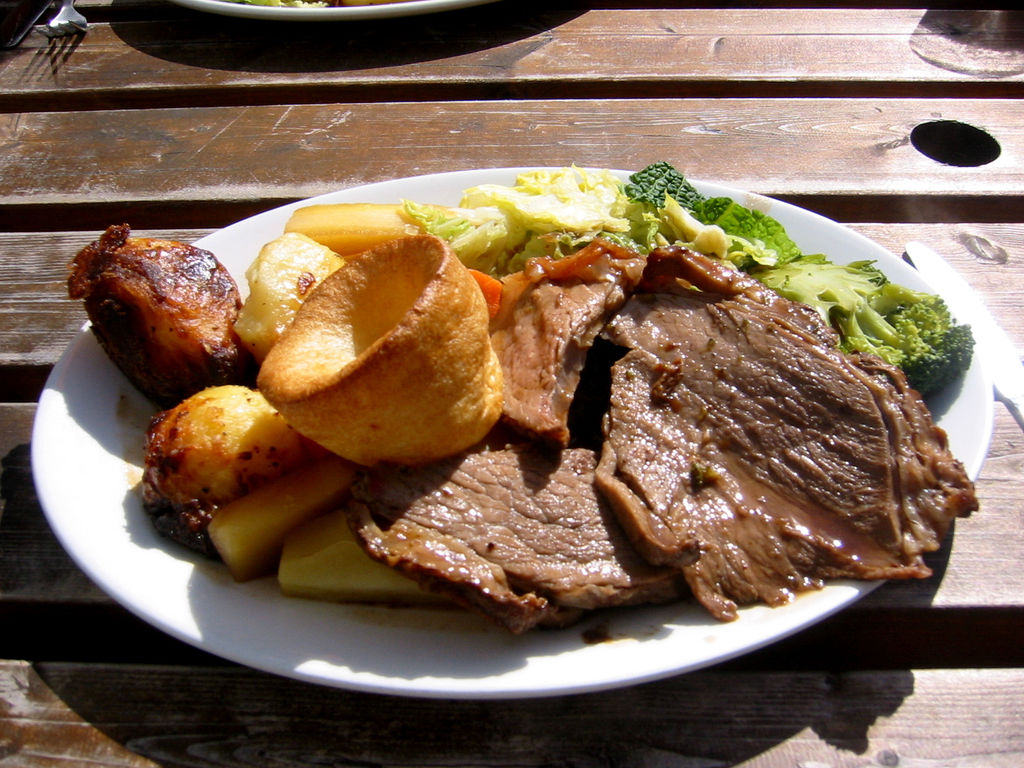
طبق الاحد المشوي من انكلترا

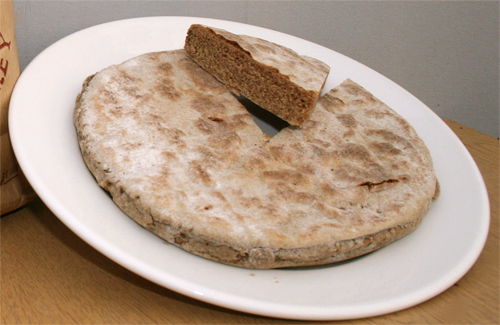
طبق بانوك الاسكتلندي

- مطبخ فرنسي
- مطبخ إنكليزي
- مطبخ بريطاني
- مطبخ بلجيكي
- مطبخ هولندي
- مطبخ دنماركي
- مطبخ سويسري
- مطبخ لوكسمبوري
- مطبخ نمساوي
- مطبخ ويلزي